# Sloboda-Hulivska, Bar
Sloboda-Hulivska (în ucraineană Слобода-Гулівська) este un sat în comuna Huli din raionul Bar, regiunea Vinnița, Ucraina.

## Demografie
Componența lingvistică a localității Sloboda-Hulivska
     Ucraineană (98,55%)
     Rusă (1,45%)
Conform recensământului din 2001, majoritatea populației localității Sloboda-Hulivska era vorbitoare de ucraineană (98,55%), existând în minoritate și vorbitori de rusă (1,45%).